# Корпоративен център на АТ&Т
Корпоративният център на AT&T е четвъртият по височина небостъргач в Чикаго и осмият в САЩ, с височина 307 метра и 60 етажа.
Сградата е завършена през 1989 и се намира в непосредствена близост до Сиърс Тауър в центъра на Чикаго. Собственост е на американския комуникационен гигант AT&T.
Центърът е проектиран от Ейдриан Д. Смит от архитектурната фирма „Скайдмор, Оуингс и Мерил“.
Официалният адрес на сградата е: 227 West Monroe Street, Chicago, IL 60606